# Join Hands
Join Hands är det andra studioalbumet av det engelska rockbandet Siouxsie and the Banshees debutalbum, utgivet i september 1979 genom Polydor Records. Det uppnådde 13:e placering på den brittiska albumlistan.
Gitarristen John McKay och trummisen Kenny Morris lämnade bandet kort efter skivans utgivning. Låten "Playground Twist" släpptes 28 juli samma år som albumets enda singel ihop med b-sidan "Pulled to Bits". Inledningsspåret "Poppy Day" är baserad på John McCraes dikt In Flanders Fields.

## Låtlista
Alla låtar är skrivna och komponerade av Sioux, McKay, Morris, och Severin, om inget annat anges. 
| Nr | Titel                   | Längd |
| -- | ----------------------- | ----- |
| 1. | Poppy Day               | 2:04  |
| 2. | Regal Zone              | 3:47  |
| 3. | Placebo Effect          | 4:40  |
| 4. | Icon                    | 5:27  |
| 5. | Premature Burial        | 5:58  |
| 6. | Playground Twist        | 3:01  |
| 7. | Mother" / "Oh Mein Papa | 3:22  |
| 8. | The Lord's Prayer       | 14:09 |

## Medverkande
- Siouxsie Sioux – sång
- John McKay – gitarr, saxofon
- Steven Severin – bas
- Kenny Morris – trummor, slagverk

Övriga
- Nils Stevenson och Mike Stavrou – producent